# Grégoire Barrère
Grégoire Barrère (* 16. února 1994 Saint-Maur-des-Fossés) je francouzský profesionální tenista. Na challengerech ATP a okruhu ITF získal dvanáct titulů ve dvouhře a jedenáct ve čtyřhře.
Na žebříčku ATP byl ve dvouhře nejvýše klasifikován v červenci 2023 na 49. místě a ve čtyřhře v dubnu 2021 na 161. místě. Trénuje ho Nicolas Copin.

## Tenisová kariéra
Ve 22 letech poprvé zasáhl do grandslamu, když obržel divokou kartu do dvouhry French Open 2016. Časnou porážku mu však uštědřila belgická světová třináctka David Goffin. Zároveň tím odehrál první hlavní soutěž na okruhu ATP Tour. Mimo majory debutoval na túře ATP zářijovým Moselle Open 2016 v Metách, po průchodu kvalifikačním sítem. Do singlu však vstoupil třísetovou porážkou od gruzínského spolukvalifikanta Nikoloze Basilašviliho, figurujícího na počátku druhé stovky. O tři roky později, na Moselle Open 2019, postoupil v této úrovni tenisu poprvé do čtvrtfinále, když vyřadil člena čtvrté desítky žebříčku Huberta Hurkacze i krajana Antoina Hoanga. Jeho cestu soutěží však ukončil třetí nasazený Francouz Benoît Paire, přestože do zápasu vstoupil vedením gamů 4–1.

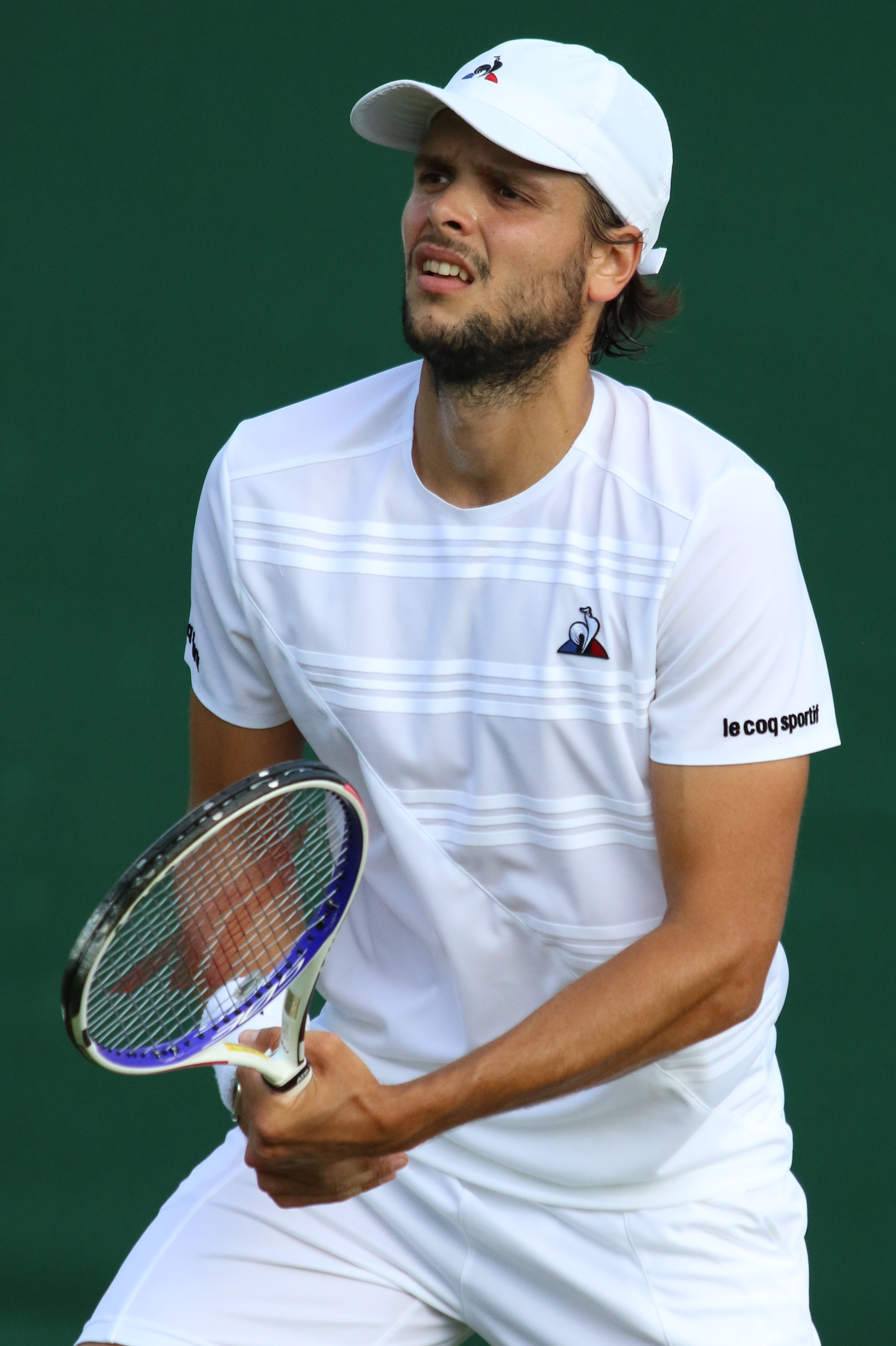
Během Wimbledonu 2019

V sezóně 2019 poprvé zvládl grandslamové zápasy. Do druhých kol prošel na French Open, ve Wimbledonu i při premiérovém startu na US Open. Po jeho skončení debutoval v první světové stovce, když se 9. září 2019 na žebříčku ATP posunul ze 109. na 98. místo. Do série Masters vstoupil březnovým BNP Paribas Open 2023 v Indian Wells. V úvodu jej však vyřadil Američan Jack Sock. Na navazujícím Miami Open 2023 se probojoval přes Romana Safiullina a světovou dvanáctku Camerona Norrieho do třetího kola. Připsal si tak premiérovou výhru nad členem z elitní světové dvacítky. Ve třetí fázi nestačil na Američana Christophera Eubankse z druhé stovky klasifikace. Podruhé příslušníka Top 20 zdolal ve druhém kole římského Internazionali BNL d'Italia 2023, v němž rozhodl o postupu nad světovou jedenáctkou Karenem Chačanovem až v tiebreaku třetí sady. Poté však podlehl Argentinci Franciscu Cerúndolovi.
Na travnatém Rothesay International Eastbourne 2023 vylepšil kariérní maximum první účastí v semifinále okruhu ATP. Do této fáze se probojoval přes Nicoláse Jarryho a Miomira Kecmanoviće. V něm ale byla nad jeho síly americká světová sedmnáctka Tommy Paul. V následném vydání žebříčku prolomil hranici první světové padesátky, když 3. července 2023 vystoupal o osm míst, na 49. příčku. Druhé semifinále si zahrál na dubnové antuce Țiriac Open 2024, obnoveného turnaje v Bukurešti. Včetně dvou kvalifikačních utkání vyhrál pět zápasů v řadě. V hlavní soutěži jej nezastavili Australan Thanasi Kokkinakis, dvacátý šestý hráč žebříčku Sebastian Korda ani Pedro Martínez. Recept pak nenašel na argentinského antukáře Mariana Navoneho.

## Tituly na challengerech ATP a okruhu ITF
| Legenda                  |
| ------------------------ |
| D – dvouhra; Č – čtyřhra |
| Challengery (6 D; 5 Č)   |
| ITF (6 D; 6 Č)           |

### Dvouhra (12 titulů)
| Č.  | datum       | turnaj                      | okruh      | povrch     | poražený finalista     | výsledek                |
| --- | ----------- | --------------------------- | ---------- | ---------- | ---------------------- | ----------------------- |
| 1.  | srpen 2013  | Koksijde, Belgie            | Futures    | antuka     | Joris De Loore         | 3–6, 7–5, 6–3           |
| 2.  | září 2015   | Mylhúzy, Francie            | Futures    | tvrdý (h)  | David Guez             | 6–3, 6–2                |
| 3.  | duben 2016  | Angers, Francie             | Futures    | antuka (h) | Jonathan Eysseric      | 7–6(7–2), 6–4           |
| 4.  | leden 2018  | Bagnoles-de-l'Orne, Francie | Futures    | antuka (h) | Boy Westerhof          | 6–4, 7–5                |
| 5.  | leden 2018  | Bressuire, Francie          | Futures    | tvrdý (h)  | Albano Olivetti        | 6–3, 6–7(6–8), 7–6(7–5) |
| 6.  | březen 2018 | Lille, Francie              | Challenger | tvrdý (h)  | Tobias Kamke           | 6–1, 6–4                |
| 7.  | duben 2018  | Angers, Francie             | Futures    | antuka (h) | Johan Sébastien Tatlot | 6–7(2–7), 7–6(7–5), 6–4 |
| 8.  | únor 2019   | Quimper, Francie            | Challenger | tvrdý (h)  | Daniel Evans           | 4–6, 6–2, 6–3           |
| 9.  | březen 2019 | Lille, Francie              | Challenger | tvrdý      | Yannick Maden          | 6–2, 4–6, 6–4           |
| 10. | řijen 2022  | Orléans, Francie            | Challenger | tvrdý (h)  | Quentin Halys          | 4–6, 6–3, 6–4           |
| 11. | řijen 2022  | Brest, Francie              | Challenger | tvrdý (h)  | Luca Van Assche        | 6–3, 6–3                |
| 12. | leden 2023  | Quimper, Francie            | Challenger | tvrdý (h)  | Arthur Fils            | 6–1, 6–4                |

### Čtyřhra (11 titulů)
| Č.  | datum         | turnaj            | okruh      | povrch     | spoluhráč         | poražení finalisté                  | výsledek              |
| --- | ------------- | ----------------- | ---------- | ---------- | ----------------- | ----------------------------------- | --------------------- |
| 1.  | duben 2014    | Heráklion, Řecko  | Futures    | tvrdý      | Tristan Lamasine  | Marek Jaloviec Václav Šafránek      | 7–6(7–4), 6–2         |
| 2.  | srpen 2014    | Telavi, Gruzie    | Futures    | antuka     | Luca Margaroli    | Riccardo Bonadio Gianluca Mager     | 7–6(7–5), 7–6(7–5)    |
| 3.  | srpen 2014    | Telavi, Gruzie    | Futures    | antuka     | Luca Margaroli    | Niko Muradašvili Jevgenij Ťurněv    | 6–1, 6–1              |
| 4.  | řijen 2014    | Harare, Zimbabwe  | Futures    | tvrdý      | Arthur Surreaux   | Keith-Patrick Crowley Ruan Roelofse | 6–1, 6–2              |
| 5.  | květen 2015   | Bol, Chorvatsko   | Futures    | antuka     | Jérôme Inzerillo  | Ivan Sabanov Matej Sabanov          | 4–6, 7–5, [10–6]      |
| 6.  | červen 2016   | Lyon, Francie     | Challenger | antuka     | Tristan Lamasine  | Jonathan Eysseric Franko Škugor     | 2–6, 6–3, [10–6]      |
| 7.  | leden 2017    | Bangkok, Thajsko  | Challenger | tvrdý      | Jonathan Eysseric | Júiči Sugita Wu Ti                  | 6–3, 6–2              |
| 8.  | duben 2017    | Angers, Francie   | Futures    | antuka (h) | Alexis Musialek   | Maxime Authom Grégoire Jacq         | 6–3, 3–6, [10–4]      |
| 9.  | květen 2019   | Bordeaux, Francie | Challenger | antuka     | Quentin Halys     | Romain Arneodo Hugo Nys             | 6–4, 6–1              |
| 10. | listopad 2020 | Parma, Itálie     | Challenger | tvrdý (h)  | Albano Olivetti   | Sadio Doumbia Fabien Reboul         | 6–2, 6–4              |
| 11. | leden 2021    | Quimper, Francie  | Challenger | tvrdý (h)  | Albano Olivetti   | James Cerretani Marc-Andrea Hüsler  | 5–7, 7–6(9–7), [10–8] |